# Lycée autrichien Saint-Georges
 (février 2022).
Si vous disposez d'ouvrages ou d'articles de référence ou si vous connaissez des sites web de qualité traitant du thème abordé ici, merci de compléter l'article en donnant les références utiles à sa vérifiabilité et en les liant à la section « Notes et références ».
Le lycée autrichien Saint-Georges (turc : Sen Jorj Avusturya Lisesi ve Ticaret Okulu ; allemand : St. Georgs-Kolleg) est une école secondaire privée austro-turque située à Karaköy, Beyoğlu, Istanbul, Turquie. C'est l'un des nombreux établissements secondaires qui ont été fondés par des missions européennes ou américaines en Turquie au cours du XIXe siècle, mais qui ont ensuite été sécularisés après la fondation de la République turque moderne en 1923. C'est l'un des 8 établissements d'enseignement autrichien (de) à l'étranger (de), avec celles de Guatemala, Prague, Budapest (et l'école européenne austro-hongroise de Budapest), Shkodra, Santiago de Querétaro et Triesen.

## Histoire
L'école a été fondée en 1882 par des 
lazaristes autrichiens et était initialement destinée aux enfants catholiques germanophones vivant dans l'Empire ottoman. Après la défaite des Ottomans (et des Autrichiens) lors de la Première Guerre mondiale, les forces d'occupation de la Triple-Entente à Istanbul ont ordonné la fermeture de l'école et l'ensemble de son personnel a été renvoyé en Autriche. L'école a été rouverte peu après la fondation de la République de Turquie (1923). Après l'annexion de l'Autriche par l'Allemagne nazie en 1938, l'école est devenue une "école allemande" et a été fermée une nouvelle fois en 1944, en raison du gel des relations entre la Turquie et l'Allemagne. Elle a été rouverte en 1947. En 1995, les écoles de filles et de garçons ont été fusionnées.

## Scolarité
En tant qu'école étrangère, l'école ne peut accueillir, conformément aux dispositions légales, que des élèves ayant déjà terminé leur 8e année scolaire.
Les élèves suivent une classe préparatoire d'un an (différente pour le Realgymnasium et la Handelsakademie) ainsi qu'un cycle supérieur de quatre ans au Realgymnasium (de) ou à la Handelsakademie (de). Après la 10e année scolaire, les élèves du Realgymnasium choisissent une filière scientifique ou une filière de langues modernes
Les élèves peuvent obtenir, en plus du diplôme turc, un certificat équivalent à un diplôme de fin d'études secondaires (Matura) délivré en Autriche. Les diplômés peuvent donc accéder aux universités de Turquie, d'Autriche et d'autres pays par le biais de l'examen d'entrée à l'université turque ou de la Matura.
Conformément à la loi générale autrichienne sur les études supérieures, les titulaires d'un diplôme de fin d'études secondaires de notre école sont assimilés aux Autrichiens et autorisés à étudier dans n'importe quelle université autrichienne

## Enseignants
Au début de l'année scolaire, il y avait 36 enseignants autrichiens et étrangers, et 22 turcs

## Anciens élèves
- Enis Berberoğlu (de)
- Ozan Ceyhun (de)
- Ediz Hun (en)
- Alev Korun (de)
- Pétros Márkaris
- İlber Ortaylı
- Tezer Özlü
- Niyazi Serdar Sarıçiftçi (de)
- Mesut Yılmaz